# 德利西亞斯德康塞普西翁
德利西亞斯德康塞普西翁（西班牙語：Delicias de Concepción），是薩爾瓦多的城鎮，位於該國東北部，由莫拉桑省負責管轄，面積20.22平方公里，海拔高度489米，2007年人口5,076，人口密度每平方公里251.04人。
13°47′N 88°8′W / 13.783°N 88.133°W